# 三朝村
三朝村（みささそん）は、鳥取県東伯郡にあった村。現在の東伯郡三朝町の一部にあたる。

## 地理
天神川とその支流三徳川・小鹿川の流域に位置していた。
- 河川：加茂川[3]

## 歴史
- 1889年（明治22年）10月1日 - 町村制の施行により、河村郡大瀬村、横手村、山田村、三朝村、砂原村が合併して村制施行し、三朝村が発足[1][2]。旧村名を継承した大瀬、横手、山田、三朝、砂原の5大字を編成[2]。
- 1896年（明治29年）4月1日 - 郡の統合により東伯郡に所属[2]。
- 1947年（昭和22年）11月28日 - 昭和天皇が三朝温泉療養所に行幸（昭和天皇の戦後巡幸）[4]。
- 1953年（昭和28年）11月1日 - 東伯郡三徳村、小鹿村、旭村、竹田村と合併し、町制施行し三朝町を新設して廃止[1][2]。合併後、三朝町大字大瀬・横手・山田・三朝・砂原となる[2]。

### 地名の由来
郷名の三朝庄にちなむ。

## 産業
- 農業[3]
- 三朝温泉[2]

## 交通

### 乗合自動車
1918年（大正7年）三朝村営自動車が三朝 - 朝倉間、三朝 - 上井間を運行。1935年（昭和10年）営業権を日ノ丸自動車に譲渡した。

## 医療
- 1918年、村営ラジウム温泉診療所を開設[2]。赤字のため1930年（昭和5年）に経営権を譲渡[2]。[5]1950年（昭和25年）岡山大学に土地・建物を売却し、その後、同大三朝温泉療養所となる[2]。（のち岡山大学病院三朝医療センターとなり2016年閉院）
- 1939年（昭和14年）厚生省傷痍軍人三朝温泉療養所開設[5]。のち国立三朝温泉病院となる[5]。（現鳥取県中部医師会立三朝温泉病院）

## 教育
- 1873年（明治6年）山田小学校開校[5]。1892年（明治25年）山田尋常小学校の校舎を拡張し三朝尋常小学校に改称[2]。1906年（明治39年）高等科設置[2]。1938年（昭和13年）新校舎建設[2]。1941年（昭和16年）三朝国民学校を経て1947年（昭和22年）三朝小学校に改称[2]。
- 1947年、三徳村・小鹿村との3か村組合立三朝中学校を開校[2]。（現三朝町立三朝中学校）